# 新北市政府勞工局
新北市政府勞工局，為新北市政府的一級機關。

## 沿革
1988年8月16日，臺北縣政府勞工局成立，下設勞工福利課、勞動條件課、勞資關係課、勞工組織課。
1997年，臺北縣政府勞工局成立勞工安全衛生課。
2000年，臺北縣政府勞工局勞工安全衛生課及勞工福利課改編為就業服務課。
2005年1月1日，臺北縣政府勞工局成立身障就業輔導課，臺北縣政府勞工局就業服務課擴編成立二級機關「臺北縣就業服務中心」。
2007年10月1日，臺北縣升格為準直轄市，臺北縣就業服務中心更名為「臺北縣政府就業服務中心」。
2010年12月25日，臺北縣正式升格為新北市，臺北縣政府勞工局改編為新北市政府勞工局，臺北縣政府就業服務中心改編為「新北市政府就業服務中心」，新北市政府勞工局成立「新北市政府職業訓練中心」。
2011年9月23日，新北市政府勞工局成立二級機關「新北市政府勞動檢查處」。
2016年9月2日，新北市政府勞工局勞動條件科改編為就業安全科，新北市政府就業服務中心改制為二級機關「新北市政府就業服務處」。

## 組織
行政單位
- 秘書室
- 人事室
- 會計室
- 政風室

業務單位
- 勞資關係科
- 身障就業輔導科
- 外勞服務科
- 就業安全科
- 勞工組織科
- 勞工育樂科

所屬二級機關
- 新北市政府勞動檢查處
- 新北市政府就業服務處
- 新北市政府職業訓練中心

## 歷任首長
臺北縣政府勞工局局長
- 郭吉仁（代理）
- 曹愛蘭
- 許秀能
- 高寶華

新北市政府勞工局局長
- 高寶華
- 謝政達
- 陳瑞嘉

## 外部連結
- 新北勞動雲——新北市政府勞工局 （页面存档备份，存于）
- 新北勞動雲的Facebook專頁